# 狭山市立柏原中学校
狭山市立柏原中学校（さやましりつ かしわばらちゅうがっこう）は、埼玉県狭山市柏原にある公立中学校。略称は柏原中（かしわばらちゅう）、柏中（かしわちゅう）。

## 概要
柏原地域に位置しており、同地域のみを学区とする中学校である。開校当初は600人ほどの生徒数を有していたが、少子化などにより2010年代後半以降は200人台まで減少している。
開校直後に結成したPTA緑化委員会は、植樹や花壇の整備活動を結成時から行っている。開校時は樹木が少なかったが、現在では多くの樹木がある。

## 沿革
- 1982年（昭和57年）
  - 3月 - 東校舎（本校舎）を落成[6]。
  - 4月1日 - 狭山市立西中学校から分離して開校[5]。
  - 4月8日 - 開校式を挙行[5]。
  - 7月 - PTAを結成[5]。
  - 9月 - PTA緑化委員会を結成[5]。
- 1983年（昭和58年）
  - 2月 - 体育館を落成[6]。
  - 7月 - プールを落成[5]。
- 1984年（昭和59年） - 入間地区学校環境緑化コンクールにて優秀賞を受賞[5]。
- 1985年（昭和60年）12月 - 格技場（柔剣道場）を落成[5][6]。
- 1992年（平成4年）12月 - コンピュータ室を設置[1]。
- 1997年（平成9年）10月 - 西校舎（家庭科棟）を落成[6][1]。
- 1998年（平成10年）8月 - さわやか相談室を設置[1]。
- 2002年（平成14年）9月 - 冷暖房工事を実施[5]。
- 2004年（平成16年）11月 - テニスコート1面を整備[5]。
- 2008年（平成20年）4月 - 体育館アリーナを改修[5]。
- 2012年（平成24年）11月 - テニスコート2面を整備[5]。
- 2016年（平成28年）3月 - 屋上にソーラーパネルを設置[5]。
- 2020年（令和2年）4月 - 東側のテニスコート1面を整備[5]。
- 2022年（令和4年）4月 - 特別支援学級のカラフル学級（知的障がい[7]）を開設[1]。

## 教育目標
- 自ら学ぶ生徒（知）
- 思いやりのある生徒（徳）
- 健康な生徒（体）

出典：

## 部活動
2023年度時点の部活動。

### 運動部
- 野球部
- 男子バスケットボール部
- 女子バスケットボール部
- バレーボール部
- 男子テニス部
- 女子テニス部
- 卓球部
- 剣道部

### 文化部
- 吹奏楽部
- 美術部
- 科学部

### 廃止した部
- 陸上部[10] - 2016年度新入生を最後に募集を停止した。

## 委員会活動
2023年度時点で以下の委員会を設けている。
- 生徒会本部
- 学級委員会 - 学年毎に設けている。
- 図書委員会
- 緑化委員会
- 美化委員会
- 生活安全委員会
- 体育委員会
- 給食委員会
- 保健委員会
- 放送委員会
- 選挙管理委員会
- 音楽会実行委員会

## 施設概要
主な施設を掲載。
- 校舎
  - 東校舎（4,639 m2） - 1982年落成の鉄筋コンクリート造4階建て[6]。本校舎とも呼ばれている。
  - 西校舎（345 m2） - 1997年落成の鉄骨造平屋建て[6]。調理室と被服室があることから、調理被服室棟[5]や家庭科棟[1]とも呼ばれている。東校舎、格技場、体育館と接続する通路を設けている。
- 体育館（1,173 m2） - 1983年落成の鉄骨造2階建て[6]。東西の校舎および格技場と接続する通路を設けている。
- 柔剣道場（356 m2） - 1985年落成の鉄骨造平屋建て[6]。格技場とも呼ばれている[5]。東西の校舎および体育館と接続する通路を設けている。
- プール - 1983年落成[1]。本校舎および体育館の正面玄関と接続する通路を設けている。
- 校庭（13,772 m2[1]）
- 部室棟
- テニスコート - 4面[5]

## 学区
- 狭山市
  - 柏原

出典：

## 進学前小学校
- 狭山市立柏原小学校（狭山市柏原）[2]

## アクセス

### バス
- 「中央公園前」バス停（西武バス）から徒歩で約1分
- 「柏原中学校入口」バス停（西武バス）から徒歩で約4分

## 周辺
- 狭山市立柏原小学校
- 狭山柏原郵便局
- 柏原河川敷公園